# Journal on European History of Law
Journal on European History of Law tanulmányokon kívül recenziókat és egyéb jogtörténeti aktualitásokat közlő, lektorált európai jogtörténeti, római jogi folyóirat. 
A folyóirat 2010 óta a The European Society for History of Law tudományos társaság előkészítésében, a londoni székhelyű STS Science Centre Ltd. kiadásában, angol és német nyelven, évente két alkalommal jelenik meg. 

## Tartalomjegyzék és cikkek
- Central and Eastern European  Online Library Archiválva 2013. november 13-i dátummal a Wayback Machine-ben

## Linkek
- Journal on European History of Law Archiválva 2014. november 9-i dátummal a Wayback Machine-ben  STS Science Centre Ltd. oldalán
- Journal on European History of Law The European Society for History of Law oldalán